# Clayton Stanley
Clayton Iona "Clay" Stanley, född 20 januari 1978 i Honolulu, är en amerikansk volleybollspelare. Stanley blev olympisk guldmedaljör i volleyboll vid sommarspelen 2008 i Peking.